# 張世英 (清朝武將)
張世英（？—？），貴州人，清朝武官。張世英於1762年（乾隆27年）奉旨接替編柱，於台灣地區擔任台灣北路協副將。而隸屬台灣鎮之下的此官職是台灣清治時期中的這階段，台南以北之台灣中南部及北部的駐地最高武官將領。